# Mira quien baila (Costa Rica)
Mira quién baila (conocido también como MQB) es un programa de televisión del formato reality show costarricense producido y transmitido por Teletica. El show es la versión latinoamericana de Dancing with the Stars, y a su vez, es una adaptación del formato español ¡Más que baile!. Costa Rica es el tercer país en producir el show, luego de Estados Unidos y España.

La primera temporada de Mira Quién Baila fue anunciada el 6 de agosto del 2024 a través de teletica.com y se estrenó el 15 de septiembre, finalizando el 1 de diciembre.
La segunda temporada de Mira Quién Baila fue anunciada el 6 de julio del 2025 en la final de la temporada 7 de Nace una Estrella y se estrenará el 7 de septiembre de 2025.

## Sinopsis
El programa consiste en que personalidades famosas harán pareja con bailarines profesionales. Las celebridades pueden ser cantantes, actores, personalidades destacadas de la T.V., etc., las cuales compiten por el primer lugar. Cada celebridad ejecutará bailes estilo Ballroom o Latinos, y competirá contra las demás para ser la mejor pareja de la noche. En cada gala los jueces elegirán las dos parejas con menor rendimiento para que entren en nominación durante una semana. El público con sus votos se encargará de decidir cuál de las dos parejas nominadas permanece en competencia.

### Panel de conductores.[2]
| Famoso            | Profesión                    | Temporadas   | Temporadas   |
| Famoso            | Profesión                    | 1            | 2            |
| ----------------- | ---------------------------- | ------------ | ------------ |
| Edgar Silva       | Periodista, Presentador      | Presentador  | Presentador  |
| Natalia Carvajal  | Actriz, Modelo, Presentadora | Presentadora | Presentadora |
| Natalia Rodríguez | Presentadora                 | Presentadora | Presentadora |

## Jueces
| Nombre           | Nacionalidad  | Ocupación                    | Reconocido por |
| ---------------- | ------------- | ---------------------------- | --- |
| Toni Costa       | Español       | Actor, Presentador, Bailarín | Coach de ¡Mira Quien Baila! de Estados Unidos y España |
| Isaac Rovira     | Español       | Bailarín                     | Entrenador y formador oficial de la World Dance Sport Federation y bailarín de Mira Quién Baila España                                                                                  |
| Isabel Guzmán    | Salvadoreña   | Actriz, Bailarina, Cantante  | Ha formado parte de innumerables y reconocidas obras de teatro y musicales como “El Sitio de las Abras”, “West Side Story”, “Chicago”, y la ópera “La Ruta de su Evasión”, entre otras. |
| Mauricio Astorga | Costarricense | Actor                        | Actor, conductor, director, productor y destacado por ser Premio Nacional del Ministerio de Cultura de Costa Rica.                                                                      |

## Temporadas

### Primera temporada

#### Celebridades participantes
A continuación la lista de celebridades que participaron en la primera temporada de Mira Quién Baila:.
| Nombre             | Nacionalidad   | Ocupación                       | Reconocido por | Puesto                    |
| ------------------ | -------------- | ------------------------------- | --- | ------------------------- |
| Naomy Valle        | Costarricense  | Boxeadora                       | Hermana de la reconocida Yokasta Valle. Debutó en el 2022 con 17 años. | Ganadora                  |
| Libni “Mimi” Ortiz | Costarricense  | Modelo, Bailarina, Presentadora | Ha sido presentadora del canal VM Latino y bailarina de El Chinamo | 2° Lugar                  |
| Diego Bravo        | Costarricense  | Youtuber, Influencer            | Influencer con amplia experiencia en creación de contenido, específicamente de farándula costarricense.                                                                           | 3° Lugar                  |
| Lisbeth Valverde   | Costarricense  | Modelo                          | Miss Costa Rica 2024, Miss Centroamérica 2014, Miss Panamerican International 2019, Miss Costa Maya 2019.                                                                         | 4° Lugar                  |
| Lynda Díaz         | Puertorriqueña | Modelo, Presentadora            | Modelo y presentadora de televisión. Es empresaria, dueña de una estética, así como de una línea de maquillaje y cuidado para la piel. Fue presentadora del programa 7 Estrellas. | Renunció a la competencia |
| Luis Montalbert    | Costarricense  | Cantante                        | Vocalista y cofundador del grupo musical de rock Gandhi. Además, es profesor de canto.                                                                                            | 6° Eliminado              |
| Berny Madrigal     | Costarricense  | Modelo                          | Conocido por su aparición en el programa Combate, desde 2011 hasta 2014; además es modelo, bailarín y productor de eventos.                                                       | 5° Eliminado              |
| Janeth García      | Costarricense  | Periodista                      | Ha formado parte de importantes medios de comunicación. | 4° Eliminada              |
| Austin Berry       | Costarricense  | Futbolista                      | Exfutbolista con carrera en primera división nacional y equipos internacionales.                                                                                                  | 3° Eliminada              |
| Vanessa González   | Costarricense  | Cantante                        | Cantautora, participó en el programa internacional Latin American Idol y ha formado parte de importantes grupos musicales. Actualmente, es solista.                               | 2° Eliminada              |
| Marvin Hidalgo     | Costarricense  | Narrador Taurino                | Comentarista y narrador taurino del Toros Teletica. Es ingeniero industrial y empresario.                                                                                         | 1° Eliminado              |

#### Bailarines profesionales
Cada celebridad participante es acompañada por su pareja de baile quien es un bailarín profesional.
| Nombre          | Nacionalidad  | Pareja           | Reconocido por |
| --------------- | ------------- | ---------------- | --- |
| César Abarca    | Costarricense | Lynda Díaz       | Coreógrafo y bailarín. Premio al mejor coreógrafo de Costa Rica y ha sido parte del equipo de bailarines de Tu Cara me Suena. |
| Javier Acuña    | Costarricense | Lisbeth Valverde | Bailarín profesional que ha participado en seis temporadas de Dancing with the Stars Costa Rica, siendo el ganador de la temporada 6. Fue bailarín de dos temporadas de Dancing with the Stars Panamá. Además ha participado como profesor de baile para Tu Cara me Suena, Nace una Estrella y Miss Costa Rica. |
| Michael Rubí    | Costarricense | Janeth García    | Bailarín profesional destacado por participar en diversas producciones. Fue participante del programa Studio 7, bailarín y coreógrafo de seis temporadas de Dancing with the Stars, siendo campeón de la sétima temporada. Además, fue bailarín de Gloria Trevi en el tour Isla Divina World Tour y bailarín del musical mexicano Lagunilla mi barrio. Fue bailarín del programa Juego de voces de Televisa y de La Academia 2024 de TV Azteca.                                                  |
| Erick Vázquez   | Mexicano      | Naomy Valle      | Es director y entrenador del escuela de baile deportivo (Ballroom) Olimpo DanceSport México. Multi campeón nacional de baile deportivo (Ballroom). Representante de México en distintos campeonatos internacionales de baile. Ha sido bailarín y coreógrafo de cuatro temporadas de Dancing with the Stars de Teletica y finalista de la sétima temporada. |
| Alhana Morales  | Costarricense | Berny Madrigal   | Bailarina profesional ganadora como coreógrafa primer lugar y premio True Director en Intrigue Dance Convention CR 2017. Ganadora como coreógrafa Segundo lugar Gauntlet Finalist en Intrigue Dance Convention Orlando, FL 2018. Ha participado como bailarina y coreógrafa en las siete temporadas de Dancing With The Stars de Teletica resultando ganadora de la primera temporada. También ha formado parte del elenco de bailarines de programas como Nace una Estrella y Tu Cara me Suena. |
| Yenier Jiménez  | Costarricense | Libni Ortiz      | Bailarín profesional que ha sido 4 veces ganador de campeonatos mundiales de salsa y bachata. |
| Jazheel Acevedo | Mexicana      | Austin Berry     | Es directora y entrenadora de Olimpo Dance Sport México. Campeona de 10 bailes (Standard y Latinos) Competencia Puntuable de Baile Deportivo CDMX 2018. Campeona Nacional Standard, Subcampeona Nacional Latinos 2017.Campeona Nacional de 10 bailes (Standard y Latinos) 2016. Ha sido bailarina y coreógrafa en 4 temporadas de Dancing with the Stars de Teletica. |
| Yessenia Reyes  | Salvadoreña   | Diego Bravo      | Es bailarina y coreógrafa profesional. Directora de la compañía PROMENADE. Ha sido bailarina y coreógrafa de siete temporadas de Dancing with the Stars de Teletica y ganadora de la segunda temporada. |
| Tatiana Sánchez | Costarricense | Marvin Hidalgo   | Bailarina profesional y también instructora de Ballet y Yoga. Única costarricense graduada de The Alvin Ailey American Dance Theatre en Nueva York. Única costarricense empleada como bailarina de producción para Royal Caribbean Cruise Línea. Ha sido bailarina y coreógrafa de tres temporadas de Dancing with the Star de Teletica y fue finalista de la temporada 6. |
| Byron Ávila     | Costarricense | Vanessa González | Bailarín profesional y juez internacional de competencias de baile. |
| Lucía Jiménez   | Costarricense | Luis Montalbert  | Bailarina profesional. 12 veces campeona mundial de salsa, bachata y chachachá. Bailarina, cantante y actriz en el Musical: Chicago CR. Ha participado como bailarina y coreógrafa de seis temporadas de Dancing with the Stars de Teletica resultando ganadora en la temporada 3. Ha sido parte del cuerpo de baile de programas como Nace una Estrella y Tu Cara Me Suena. |

### Estadísticas semanales
| Nombre           | Gala 1   | Gala 2   | Gala 3             | Gala 4             | Gala 5                    | Gala 6            | Gala 7   | Gala 8             | Gala 9                    | Gala 10                   | Semifinal | Final    |
| ---------------- | -------- | -------- | ------------------ | ------------------ | ------------------------- | ----------------- | -------- | ------------------ | ------------------------- | ------------------------- | --------- | -------- |
| Naomy Valle      | PASA     | PASA     | PASA               | PASA               | NOMINADA                  | GANADORA NOMINADA | NOMINADA | SALVADA (56.64%)   | PASA                      | GANADORA                  | PASA      | GANADORA |
| Libni Ortiz      | GANADORA | PASA     | PASA               | PASA               | GANADORA                  | PASA              | PASA     | PASA               | PASA                      | PASA                      | GANADORA  | 2° Lugar |
| Diego Bravo      | PASA     | PASA     | GANADOR            | PASA               | PASA                      | PASA              | PASA     | PASA               | PASA                      | PASA                      | PASA      | 3° Lugar |
| Lisbeth Valverde | PASA     | PASA     | PASA               | GANADORA           | PASA                      | PASA              | PASA     | GANADORA           | NOMINADA                  | SALVADA (59.31%) NOMINADA | PASA      | 4° Lugar |
| Lynda Díaz       | PASA     | PASA     | PASA               | PASA               | PASA                      | PASA              | PASA     | NOMINADA           | GANADORA SALVADA (54.03%) | NOMINADA                  | RENUNCIÓ  |          |
| Luis Montalberth | PASA     | GANADOR  | NOMINADO           | SALVADO (68.45%)   | PASA                      | PASA              | PASA     | PASA               | NOMINADA                  | ELIMINADO (40.69%)        |           |          |
| Berny Madrigal   | PASA     | PASA     | PASA               | PASA               | PASA                      | PASA              | GANADOR  | NOMINADO           | ELIMINADO (45.97%)        |                           |           |          |
| Janeth García    | PASA     | NOMINADA | SALVADA (59.88%)   | NOMINADA           | SALVADA (57.44%) NOMINADA | NOMINADA          | NOMINADA | ELIMINADA (43.36%) |                           |                           |           |          |
| Austin Berry     | PASA     | PASA     | PASA               | NOMINADO           | ELIMINADO (42.56%)        |                   |          |                    |                           |                           |           |          |
| Vanessa González | PASA     | PASA     | NOMINADA           | ELIMINADA (31.55%) |                           |                   |          |                    |                           |                           |           |          |
| Marvin Hidalgo   | PASA     | NOMINADO | ELIMINADO (40.12%) |                    |                           |                   |          |                    |                           |                           |           |          |

     Ganador/a
     Pareja WOW de la gala, pero siguió nominada.
     2.°Finalista
     3.°Finalista
     Pareja WOW de la gala.
     Pasa a la siguiente gala.
     Salvado por el público.
     Salvado por el público, y ganó la Paraja WOW de la gala.
     Salvado por el público, pero fue nominado de nuevo.
     Nominación por los jueces.
     Expulsión definitiva.
     Renunció a la competencia.

### Segunda temporada

#### Celebridades participantes
A continuación la lista de celebridades que participaron en la segunda temporada de Mira Quién Baila:
| Nombre             | Nacionalidad            | Ocupación             | Reconocido por                                                                           | Puesto |
| ------------------ | ----------------------- | --------------------- | ---------------------------------------------------------------------------------------- | ------ |
| Ivonne Cerdas      | Costarricense           | Modelo                | Miss Costa Rica 2020 y TOP 10 Miss Universo 2020                                         |        |
| Daniel Montoya     | Costarricense           | Comediante            | Es parte del elenco de 'Toros Teletica                                                   |        |
| Mariana Uriarte    | Costarricense           | Creadora de contenido | Maquillista, directora y fundadora de la reconocida marca costarricense Karamawi Beauty. |        |
| Chiqui Brenes      | Costarricense           | Exfutbolista          | Fue parte de la Selección Nacional de Fútbol de Costa Rica                               |        |
| Ericka Morera      | Costarricense           | Periodista            |                                                                                          |        |
| Neto Rangel        | Brasileño Costarricense | Modelo                |                                                                                          |        |
| Katherine Campbell | Costarricense           | Fisioterapeuta        | Ha tenido apariciones en televisión                                                      |        |
| Jeff On            | Venezolano              | Cantante              | Fue finalista del programa Nace una Estrella                                             |        |
| Thais Alfaro       | Costarricense           | Periodista            | Presentadora de Buen Día                                                                 |        |

#### Bailarines profesionales
Cada celebridad participante es acompañada por su pareja de baile quien es un bailarín profesional.
| Nombre           | Nacionalidad  | Pareja | Reconocido por |
| ---------------- | ------------- | ------ | --- |
| Kevin Vera       | Mexicano      |        | Especialista en ritmos europeos y latinos, y fue campeón de la quinta temporada de Dancing With the Stars CR junto a Johanna Solano. Ha competido y triunfado internacionalmente en salsa, bachata y ballroom. |
| Javier Acuña     | Costarricense |        | Bailarín profesional que ha participado en seis temporadas de Dancing with the Stars Costa Rica, siendo el ganador de la temporada 6. Fue bailarín de dos temporadas de Dancing with the Stars Panamá. Además ha participado como profesor de baile para Tu Cara me Suena, Nace una Estrella y Miss Costa Rica. |
| Michael Rubí     | Costarricense |        | Bailarín profesional destacado por participar en diversas producciones. Fue participante del programa Studio 7, bailarín y coreógrafo de seis temporadas de Dancing with the Stars, siendo campeón de la sétima temporada. Además, fue bailarín de Gloria Trevi en el tour Isla Divina World Tour y bailarín del musical mexicano Lagunilla mi barrio. Fue bailarín del programa Juego de voces de Televisa y de La Academia 2024 de TV Azteca.                                                  |
| Erick Vázquez    | Mexicano      |        | Es director y entrenador del escuela de baile deportivo (Ballroom) Olimpo DanceSport México. Multi campeón nacional de baile deportivo (Ballroom). Representante de México en distintos campeonatos internacionales de baile. Ha sido bailarín y coreógrafo de cuatro temporadas de Dancing with the Stars de Teletica y finalista de la sétima temporada. |
| Alhana Morales   | Costarricense |        | Bailarina profesional ganadora como coreógrafa primer lugar y premio True Director en Intrigue Dance Convention CR 2017. Ganadora como coreógrafa Segundo lugar Gauntlet Finalist en Intrigue Dance Convention Orlando, FL 2018. Ha participado como bailarina y coreógrafa en las siete temporadas de Dancing With The Stars de Teletica resultando ganadora de la primera temporada. También ha formado parte del elenco de bailarines de programas como Nace una Estrella y Tu Cara me Suena. |
| Kenneth González | Costarricense |        | Campeón mundial de bachata en pareja. Ha representado a Costa Rica en competencias internacionales y acompañado a artistas como Charlie Zaa. |
| Jazheel Acevedo  | Mexicana      |        | Es directora y entrenadora de Olimpo Dance Sport México. Campeona de 10 bailes (Standard y Latinos) Competencia Puntuable de Baile Deportivo CDMX 2018. Campeona Nacional Standard, Subcampeona Nacional Latinos 2017.Campeona Nacional de 10 bailes (Standard y Latinos) 2016. Ha sido bailarina y coreógrafa en 4 temporadas de Dancing with the Stars de Teletica. |
| Yessenia Reyes   | Salvadoreña   |        | Es bailarina y coreógrafa profesional. Directora de la compañía PROMENADE. Ha sido bailarina y coreógrafa de siete temporadas de Dancing with the Stars de Teletica y ganadora de la segunda temporada. |
| Tatiana Sánchez  | Costarricense |        | Bailarina profesional y también instructora de Ballet y Yoga. Única costarricense graduada de The Alvin Ailey American Dance Theatre en Nueva York. Única costarricense empleada como bailarina de producción para Royal Caribbean Cruise Línea. Ha sido bailarina y coreógrafa de tres temporadas de Dancing with the Star de Teletica y fue finalista de la temporada 6. |
| Lucía Jiménez    | Costarricense |        | Bailarina profesional. 12 veces campeona mundial de salsa, bachata y chachachá. Bailarina, cantante y actriz en el Musical: Chicago CR. Ha participado como bailarina y coreógrafa de seis temporadas de Dancing with the Stars de Teletica resultando ganadora en la temporada 3. Ha sido parte del cuerpo de baile de programas como Nace una Estrella y Tu Cara Me Suena. |

### Estadísticas semanales
| Nombre | Gala 1 | Gala 2 | Gala 3 | Gala 4 | Gala 5 | Gala 6 | Gala 7 | Gala 8 | Gala 9 | Gala 10 | Semifinal | Final |
| ------ | ------ | ------ | ------ | ------ | ------ | ------ | ------ | ------ | ------ | ------- | --------- | ----- |

     Ganador/a
     Pareja WOW de la gala, pero siguió nominada.
     2.°Finalista
     3.°Finalista
     Pareja WOW de la gala.
     Pasa a la siguiente gala.
     Salvado por el público.
     Salvado por el público, y ganó la Paraja WOW de la gala.
     Salvado por el público, pero fue nominado de nuevo.
     Nominación por los jueces.
     Expulsión definitiva.
     Renunció a la competencia.